# Martina Zwick
Martina Zwick (verh. Haben) (* 12. Dezember 1989 in Karlsruhe) ist eine ehemalige deutsche Radsportlerin, die auf der Straße und bei Querfeldeinrennen aktiv war.

## Sportliche Laufbahn
Martina Zwick begann im Alter von sechs Jahren mit dem Radsport. 2010 belegte sie bei den Weltmeisterschaften im Querfeldeinrennen in Tábor Platz 21, und bei der nationalen Meisterschaft wurde sie Dritte. Bei der Querfeldein-Weltmeisterschaften 2011 in St. Wendel wurde sie 24. und Fünfte im Straßenrennen bei den deutschen Straßenmeisterschaften. 2013 gewann sie Rund um Düren.
Bei den Deutschen Straßen-Radmeisterschaften 2014 in Baunatal wurde Zwick Dritte im Straßenrennen, obwohl sie sich wenige Monate zuvor bei einem Sturz verletzt hatte, längere Zeit nicht hatte trainieren und deshalb bei den Querfeldein-Meisterschaften nicht hatte starten können. Ende 2014 hörte sie mit dem Leistungsradsport auf, um ihr Studium zu beenden.

## Privates
Martina Zwick studierte Sport und Geographie für das Lehramt. an der Universität Landau. Dort lernte sie auch ihren späteren Mann kennen. Das Referendariat absolvierte sie am Heinrich-Heine-Gymnasium in Kaiserslautern. Nach dem Referendariat unterrichte Zwick ein halbes Jahr an der Realschule Maikammer und bekam dann eine Planstelle am Heinrich-Heine-Gymnasium. Seit dem Schuljahr 2019/20 ist Zwick Lehrerin und Lehrertrainerin für Radsport an der Eliteschule des Sports in Kaiserslautern. Sie ist mittlerweile zweifache Mutter und lebt in Trippstadt.